# Église Saint-Louis du Port-Marly
Pour les articles homonymes, voir Église Saint-Louis.
L'église Saint-Louis est une église catholique située au Port-Marly, en France.
Elle est dédiée à saint Louis, roi de France.

## Localisation
L'église est située dans le département français des Yvelines, dans la commune du Port-Marly, au no 42 route de Versailles. De manière peu commune, l'orientation du chœur de l'église est vers l'ouest, contrairement à la coutume (vers l'est).

## Histoire
L'édifice est bâti de 1778 à 1783, sur les plans de l'architecte Étienne-François Legrand. Sa première pierre est posée en présence du roi Louis XVI et de ses frères, les futurs Louis XVIII et Charles X. L'église est classée au titre des monuments historiques en 1937.
En 1985, alors que l'évêque de Versailles souhaite y instaurer le nouveau rite, l'église reste occupée par ses fidèles, opposés aux réformes liturgiques du concile Vatican II. Le curé Gaston Roussel, qui avait formé une communauté de fidèles « de sensibilité bourgeoise et traditionnelle, venue de tous les coins des Yvelines et même de Paris » meurt en décembre 1985. L'évêque Louis Simonneaux nomme un nouveau curé en septembre 1986, avec la mission de conserver le latin et le chant grégorien, mais de célébrer la messe selon le nouveau rite. Le nouveau curé est mal reçu par les paroissiens, qui font appel au père Bruno de Blignières, prêtre de la Fraternité sacerdotale Saint-Pie-X. Un noyau de fidèles tourne la communauté vers le lefebvrisme et la proximité du Front national,. Des heurts ont lieu à plusieurs reprises entre conciliaires et traditionalistes. Le 6 mars 1987, un huissier applique une ordonnance d'expulsion contre les traditionalistes, qui la réoccupent par effraction la nuit même.
Le 30 mars 1987, l'affaire du Port-Marly fait grand bruit : à la demande de Mgr Thomas, le père Bruno de Blignières est expulsé manu militari par les forces de l'ordre, alors qu'il célèbre la messe, provoquant un esclandre et une émotion vive chez les fidèles et plus largement. Les catholiques traditionalistes prient alors régulièrement devant l'église qu'ils considèrent comme « occupée ». À la fin de la messe du dimanche des Rameaux, le 12 avril 1987, environ vingt personnes utilisent un madrier comme bélier pour enfoncer le mur de parpaings qui barre l'entrée de l'église.
L'édifice campe sur sa ligne traditionaliste, le positionnement  est rigoureusement conservateur, depuis l'abbé Bois et le chanoine Gaston Roussel, grand amateur et compositeur, par ailleurs, de musiques sacrées. Les fidèles sont composés de familles bien souvent nombreuses, très attachés à leur unité, également. Mise à disposition de l'Institut du Christ Roi Souverain Prêtre, elle abrite la chapellenie Notre-Dame de France.
En 2000, une « messe de réconciliation » est célébrée à l'occasion du 11 novembre, en présence du maire Philippe Godet, de l'abbé Audin — prêtre de la communauté traditionaliste — et de l'abbé Heude — curé de la paroisse.